# NGC 1190
NGC 1190 je galaksija u zviježđu Eridan.

## Vanjske poveznice
- SEDS: NGC 1190